# A sud rullano i tamburi
A sud rullano i tamburi (Drums in the Deep South) è un film del 1951 diretto da William Cameron Menzies.
È un film di guerra drammatico statunitense con James Craig, Barbara Payton, Guy Madison e Barton MacLane. È ambientato durante la guerra civile americana.

## Trama
Durante la guerra di Secessione, tre amici si trovano su fronti opposti: tra i confederati Bob e George, tra gli unionisti Will. Kitty, la moglie di quest'ultimo, era precedentemente promessa a George e ne è ancora innamorata. Bob, colonnello dei confederati, viene spedito su un lontano fronte e George, capitano dello stesso esercito, è incaricato di piazzare una batteria in cima a una montagna da cui si domina una linea ferroviaria strategica per gli unionisti.
La villa di Kitty è nelle vicinanze e Kitty aiuta segretamente George e i suoi tenendoli informati sulle mosse degli unionisti. La villa è occupata dagli unionisti e Will decide di far saltare con una mina la vetta della montagna. Kitty ottiene di fare da paciere e di essere inviata a George per proporgli la resa, ma mentre gli uomini di George possono salvarsi, Kitty e George periscono sotto l'esplosione.

## Produzione
Il film, diretto da William Cameron Menzies su una sceneggiatura di Philip Yordan e Sidney Harmon con il soggetto di Hollister Noble, fu prodotto da Frank King e Maurice King tramite la loro società indipendente King Brothers Productions per la RKO e girato nella Contea di Tuolumne in California. Il titolo di lavorazione fu The Confederate Story.

## Colonna sonora
- Dixie - musica di Daniel Decatur Emmett
- John Brown's Body - tradizionale,  parole di Thomas Brigham Bishop

## Distribuzione
Il film fu distribuito con il titolo Drums in the Deep South negli Stati Uniti nel settembre del 1951 al cinema dalla RKO Radio Pictures.
Altre distribuzioni:
- nelle Filippine il 19 aprile 1952
- in Portogallo il 7 gennaio 1953 (O Monte do Diabo)
- in Germania Ovest l'8 dicembre 1953 (Trommeln im tiefen Süden)
- in Svezia il 24 maggio 1954 (Trummor i södern)
- in Giappone l'8 giugno 1954
- in Austria nell'agosto del 1954 (Trommeln im tiefen Süden)
- in Jugoslavia (Bubnjevi u srcu Juga)
- in Brasile (Os Tambores Rufam ao Amanhecer)
- in Spagna (Tambores de guerra)
- in Cile (Todos fueron valientes)
- in Grecia (Ystati diatagi)
- in Italia (A sud rullano i tamburi)